# Sandra Schmitt
Sandra Schmitt (ur. 26 kwietnia 1981 w Mörfelden, zm. 11 listopada 2000 w Kaprun) – niemiecka narciarka, specjalistka narciarstwa dowolnego. Jej największym sukcesem jest złoty medal w jeździe po muldach podwójnych wywalczony podczas mistrzostw świata w Meiringen. Na tych samych mistrzostwach była piąta w jeździe po muldach. Zajęła także 9. miejsce w jeździe po muldach na igrzyskach olimpijskich w Nagano. Najlepsze wyniki w Pucharze Świata osiągnęła w sezonie 1999/2000, kiedy to zajęła 5. miejsce w klasyfikacji generalnej, w klasyfikacji jazdy po muldach i jazdy po muldach podwójnych była trzecia.
Schmitt zginęła w pożarze kolejki górskiej w Kaprun w Austrii 11 listopada 2000 roku.

## Osiągnięcia

### Igrzyska olimpijskie
| Miejsce | Dzień     | Rok  | Miejscowość | Konkurencja      | Zwycięzca  |
| ------- | --------- | ---- | ----------- | ---------------- | ---------- |
| 9.      | 11 lutego | 1998 | Nagano      | Jazda po muldach | Tae Satoya |

### Mistrzostwa świata
| Miejsce | Dzień    | Rok  | Miejscowość | Konkurencja      | Zwycięzca    |
| ------- | -------- | ---- | ----------- | ---------------- | ------------ |
| 5.      | 10 marca | 1999 | Meiringen   | Jazda po muldach | Ann Battelle |
| 1.      | 14 marca | 1999 | Meiringen   | Muldy podwójne   | -            |

### Puchar Świata

#### Miejsca w klasyfikacji generalnej
- sezon 1997/1998: 36.
- sezon 1998/1999: 23.
- sezon 1999/2000: 5.

#### Miejsca na podium
1. Hundfjället – 10 marca 1998 (Muldy podwójne) – 3. miejsce
2. Steamboat Springs – 16 stycznia 1999 (Muldy podwójne) – 1. miejsce
3. Madarao – 21 lutego 1999 (Muldy podwójne) – 3. miejsce
4. Whistler Blackcomb – 5 grudnia 1999 (Muldy podwójne) – 3. miejsce
5. Deer Valley – 8 stycznia 2000 (Jazda po muldach) – 1. miejsce
6. Madarao – 29 stycznia 2000 (Muldy podwójne) – 1. miejsce
7. Madarao – 30 stycznia 2000 (Jazda po muldach) – 1. miejsce
8. Inawashiro – 5 lutego 2000 (Jazda po muldach) – 3. miejsce
9. Livigno – 15 marca 2000 (Jazda po muldach) – 1. miejsce
10. Livigno – 16 marca 2000 (Muldy podwójne) – 2. miejsce

- W sumie 5 zwycięstw, 1 drugie i 4 trzecie miejsca.